# Кузякин, Александр Никитович
Александр Никитович Кузякин — советский хозяйственный, государственный и политический деятель, бригадир монтажников строительно-монтажного управления № 2 треста «Мосгазпроводстрой» Министерства газовой промышленности СССР, Московская область. Герой Социалистического Труда (1971).

## Биография
Родился в 1921 году в деревне Староселье Сухиничского уезда. Член КПСС.
Участник Великой Отечественной войны, командир стрелкового взвода 4-й стрелковой роты, а затем командир стрелковой роты 931-го стрелкового полка 240-й стрелковой дивизии 2-го Украинского фронта. С 1945 года — на хозяйственной, общественной и политической работе. В 1945—1981 гг. — строитель, монтажник, бригадир слесарей-монтажников управления № 11 сварочно-монтажного треста, бригадир монтажников строительно-монтажного управления № 2 треста «Мосгазпроводстрой» Министерства газовой промышленности СССР.
Досрочно выполнил личные социалистические обязательства и плановые задания Восьмой пятилетки (1966—1970). Указом Президиума Верховного Совета СССР от 30 марта 1971 года за выдающиеся заслуги в выполнении заданий пятилетнего плана и достижение высоких технико-экономических показателей присвоено звание Героя Социалистического Труда с вручением ордена Ленина и золотой медали «Серп и Молот».
Умер в Люберцах в 1990 году.